# Clifford-algebra
In de abstracte algebra is een clifford-algebra een unitaire (d.w.z. met eenheidselement) associatieve algebra die een uitbreiding vormt van de complexe getallen en de hypercomplexe getalsystemen. Clifford-algebra's zijn genoemd naar William Kingdon Clifford, die ze in 1878 ontdekte. 
De theorie van clifford-algebra's is nauw verbonden met de theorie van kwadratische vormen en orthogonale transformaties. Clifford-algebra's vinden brede toepassing in onder meer de meetkunde, de kwantumfysica, bij de definitie en voorstelling van spingroepen en spinoren, de bepaling van invarianten op varieteiten en de digitale beeldbewerking.

## Inleiding
De complexe getallen, de quaternionen en de octonionen zijn getalsystemen (delingsalgebra's met eenheid) met complexe eenheden, die gedefinieerd worden door middel van de Cayley-Dickson-constructie. Als vectorruimte over de reële getallen worden zij voortgebracht door het getal 1 en respectievelijk 1, 3 en 7 specifieke elementen {\displaystyle i_{k}} die elk het getal {\displaystyle -1} als kwadraat hebben: {\displaystyle i_{k}^{2}=-1}. Men zoekt ook naar soortgelijke structuren die de reële getallen bevatten en voor willekeurige {\displaystyle n} voortbrengende elementen {\displaystyle i_{1},\ldots ,i_{n}} en waarop een product {\displaystyle \circ } gedefinieerd is dat voldoet aan:
{\displaystyle i_{k}\circ i_{l}+i_{l}\circ i_{k}=2\sigma _{k}\delta _{kl}},
waarin {\displaystyle \delta _{kl}} de Kroneckerdelta is en {\displaystyle \sigma _{k}=\pm 1}. Meestal schrijft men eenvoudigweg {\displaystyle ab} in plaats van {\displaystyle a\circ b}.
Het product van alle voortbrengende elementen wordt met {\displaystyle \omega } aangeduid:
{\displaystyle \omega =i_{1}i_{2}\ldots i_{n}}
Voor het kwadraat van {\displaystyle \omega } geldt dus:
{\displaystyle \omega ^{2}=\pm 1}
Op de genoemde voorbeelden na kan een dergelijke structuur niet als een echt getalsysteem gerealiseerd worden, maar slechts als een associatieve algebra, die clifford-algebra genoemd wordt.

## Matrixrepresentaties van reële clifford-algebra's
Omdat in clifford-algebra's orthogonale vectoren anticommuteren.
{\displaystyle A\cdot B={\tfrac {1}{2}}(AB+BA)=0},
dus
{\displaystyle AB=-BA}
zal een matrix-representatie bestaatn uit anticommuterende matrices.
De clifford-algebra {\displaystyle \mathbb {R} _{p,q}} is een clifford-algebra over de reële geallen met {\displaystyle p+q} voortbrengers, waarvan {\displaystyle p} elementen als kwadraat {\displaystyle +1} hebben en {\displaystyle q} elementen als kwadraat {\displaystyle -1}.
Voor de representatie zijn {\displaystyle p+q} onderling anticommuterende matrices {\displaystyle \gamma } nodig, waarvan er {\displaystyle p} als kwadraat {\displaystyle +I} hebben en {\displaystyle q} als kwadraat {\displaystyle -I}.
{\displaystyle {\begin{matrix}\gamma _{a}^{2}&=&+1&{\mbox{als}}&1\leq a\leq p\\\gamma _{a}^{2}&=&-1&{\mbox{als}}&p+1\leq a\leq p+q\\\gamma _{a}\gamma _{b}&=&-\gamma _{b}\gamma _{a}&{\mbox{als}}&a\neq b\ \\\end{matrix}}}
Een dergelijke basis van gamma-matrices is niet uniek. Men kan altijd een andere verzameling van gamma-matrices vormen voor dezelfde Clifford algebra door een gelijkvormigheidstransformatie.
{\displaystyle \gamma '_{a}=S\gamma _{a}S^{-1}}
waarin {\displaystyle S} een niet-singuliere matrix is (determinant niet nul).
De beide verzamelingen van gamma-matrices behoren tot dezelfde equivalentieklasse.

## K-matrices
Een matrixrepresentatie van een clifford-algebra over de reële getallen wordt uitgedrukt in bepaalde {\displaystyle 2^{n}\times 2^{n}}-matrices, die voor het gemak worden aangeduid met de letter {\displaystyle K} voorzien van een of meer indices.
Voor {\displaystyle n=1} zijn dat de matrices met één index:
{\displaystyle K_{0}={\begin{pmatrix}1&0\\0&1\end{pmatrix}},\,K_{1}={\begin{pmatrix}0&1\\1&0\end{pmatrix}},\,K_{2}={\begin{pmatrix}0&-1\\1&0\end{pmatrix}},\,K_{3}={\begin{pmatrix}1&0\\0&-1\end{pmatrix}}}
Merk op dat {\displaystyle K_{0}} de eenheidsmatrix is. Verder zijn de namen zo gekozen dat men de vermenigvuldiging gemakkelijk kan onthouden. Voor {\displaystyle \{a,b,c\}=\{1,2,3\}} en {\displaystyle a<b} is
{\displaystyle K_{a}K_{b}=K_{c}} en {\displaystyle K_{b}K_{a}=-K_{c}}
Bovendien is
{\displaystyle K_{0}^{2}=K_{1}^{2}=K_{3}^{2}=K_{0}}
{\displaystyle K_{2}^{2}=-K_{0}}
De K-matrices met meer indices zijn gedefinieerd als kronecker-producten:
{\displaystyle K_{ab}=K_{a}\otimes K_{b}}
en
{\displaystyle K_{abc}=K_{a}\otimes K_{bc}=K_{a}\otimes K_{b}\otimes K_{c}}
Enkele voorbeelden
{\displaystyle K_{30}={\begin{pmatrix}1&0&0&0\\0&1&0&0\\0&0&-1&0\\0&0&0&-1\end{pmatrix}},K_{11}={\begin{pmatrix}0&0&0&1\\0&0&1&0\\0&1&0&0\\1&0&0&0\end{pmatrix}}}
Elke index heeft zijn  niveau ( 2x2, 4x4, 8x8, 16x16, ...)
K13 is een K3 op niveau 2x2 en een K1 op niveau 4x4.
Met deze notatie is het zeer gemakkelijk om grote vierkant matrices te vermenigvuldigen vanwege de eigenschap van het Kronecker-product,
{\displaystyle (A\otimes B)(C\otimes D)=AC\otimes BD}
Laat ons eens enkele voorbeelden uitwerken
K123 K222 = K301
8x8-niveau 1 maal 2 geeft 3
4x4-niveau 2 maal 2 geeft 0 maar we onthouden een min-teken
2x2-niveau 3 maal 2 geeft 1 maar we onthouden opnieuw een min-teken
(de twee min-tekens neutraliseren elkaar, dus het resultaat is K301)
Met deze methode kan men eenvoudig sets construeren van onderling anticommuterende orthogonale matrices ook wel Diracmatrices genoemd.
Het is duidelijk dat twee dergelijke matrices anticommuteren als ze anticommuteren in een oneven aantal indices (index o commuteert met alle andere indices).
K13 anticommuteert bijvoorbeeld met
K01,K02,K11,K12,K20,K23,K30,K33
en commuteert met
K00,K10,K13,K21,K22,K31,K32.
Als de index  2  een even aantal keer in de naam voorkomt, dan is het kwadraat van de matrix plus de eenheidsmatrix. Noem een dergelijke matrix een  Kplus.
voorbeelden zijn K1, K22, K311, K2222
Als de index  2  een oneven aantal keren in de naam voorkomt, dan is het kwadraat min de eenheidsmatrix. Noem een dergelijke matrix een  Kmin.
voorbeelden zijn K2, K222, K211, K1222
Nu volgen eenvoudig de grootst mogelijke sets van onderling anticommuterende matrices.
Begin met een bestaande set {K1,K2,K3}
Voeg een nieuwe index toe die voor alle matrices gelijk is (bijvoorbeeld een 1 in eerste positie) Dit geeft
{K11,K12,K13}
Het is mogelijk twee matrices toe te voegen die anticommuteren op het nieuwe niveau en commuteren op het oude niveau (door middel van index 0)
Dit geeft {K11, K12, K13, K20, K30}
Andere voorbeelden
{K21, K22, K23, K10, K30}
{K31, K32, K33, K10, K20}
{K111, K112, K113, K120, K130, K200, K300}
{K211, K212, K213, K220, K230, K100, K300}
{K311, K312, K313, K320, K330, K100, K200}
Men krijgt steeds een oneven aantal matrices en er is altijd één Kplus meer dan er Kmin zijn.
Elk van deze matrices kan geschreven worden als het product van alle andere.
Bijvoorbeeld K11 K12 K13 K20 = K30
Nu volgen eerst enkele algebra's met stijgend aantal basisvectoren, nadien volgt een uiteenzetting over de periodiciteit in de representaties van de reële Clifford algebra's.

## Reële Clifford-algebra R2,0
p = 2 en q =0 dus hebben we 2 Kplus nodig als basisvectoren
graad 0 (het scalair)
{\displaystyle {\begin{matrix}1=K_{0}\end{matrix}}}
graad 1 (de vectoren)
{\displaystyle \gamma _{1}=K_{1}\Rightarrow \gamma _{1}^{2}=K_{0}=1}
{\displaystyle \gamma _{2}=K_{3}\Rightarrow \gamma _{2}^{2}=K_{0}=1}
graad 2 (het pseudoscalair)
{\displaystyle \gamma _{1}\land \gamma _{2}={\frac {1}{2}}(\gamma _{1}\gamma _{2}-\gamma _{2}\gamma _{1})=\gamma _{1}\gamma _{2}=K_{2}\Rightarrow (\gamma _{1}\land \gamma _{2})^{2}=(\gamma _{1}\gamma _{2})^{2}=K_{2}^{2}=-1}
n = p + q = 2 en we hebben 22 = 4 elementen, dus is het wat I. Porteous noemt een universele Clifford algebra.
De elementen met even graad ( graad 0 en graad 2) vormen de deelalgebra van de complexe getallen.
Elk complex getal a + bi komt overeen met {\displaystyle aK_{0}+bK_{2}}

## Reële Clifford-algebra R1,1
p = 1 en q = 1 dus hebben we 1 Kplus en 1 Kmin als basisvectoren
graad 0 (het scalair)
{\displaystyle {\begin{matrix}1=K_{0}\end{matrix}}}
graad 1 (de vectoren)
{\displaystyle \gamma _{1}=K_{1}\Rightarrow \gamma _{1}^{2}=K_{0}=1}
{\displaystyle \gamma _{2}=K_{2}\Rightarrow \gamma _{2}^{2}=-K_{0}=-1}
graad 2 (het pseudoscalair)
{\displaystyle \gamma _{1}\land \gamma _{2}=\gamma _{1}\gamma _{2}=K_{3}\Rightarrow (\gamma _{1}\land \gamma _{2})^{2}=(\gamma _{1}\gamma _{2})^{2}=K_{3}^{2}=K_{0}=1}
Hier hebben we opnieuw 2n elementen in de algebra met n = p + q dus is het opnieuw een  universele Clifford algebra

## Reële Clifford-algebra R2,1
p = 2 en q = 1 dus hebben we 2 Kplus basisvectoren en 1 Kmin basisvector
graad 0 (het scalair)
{\displaystyle {\begin{matrix}1=K_{0}\end{matrix}}}
graad 1 (de vectoren)
{\displaystyle \gamma _{1}=K_{1}\Rightarrow \gamma _{1}^{2}=K_{0}=1}
{\displaystyle \gamma _{2}=K_{3}\Rightarrow \gamma _{2}^{2}=K_{0}=1}
{\displaystyle \gamma _{3}=K_{2}\Rightarrow \gamma _{3}^{2}=-K_{0}=-1}
De signatuur is ( + + - )
graad 2 (de bivectoren)
{\displaystyle \gamma _{1}\land \gamma _{2}=\gamma _{3}=K_{2}\Rightarrow (\gamma _{1}\land \gamma _{2})^{2}=-1}
{\displaystyle \gamma _{1}\land \gamma _{3}=\gamma _{2}=K_{3}\Rightarrow (\gamma _{1}\land \gamma _{3})^{2}=+1}
{\displaystyle \gamma _{2}\land \gamma _{3}=-\gamma _{1}=-K_{1}\Rightarrow (\gamma _{2}\land \gamma _{3})^{2}=+1}
graad 3 (het pseudoscalair)
{\displaystyle \gamma _{1}\land \gamma _{2}\land \gamma _{3}=-1\Rightarrow (\gamma _{1}\land \gamma _{2}\land \gamma _{3})^{2}=(-1)^{2}=+1}
Dit is het eerste voorbeeld van een niet-universele Clifford algebra omdat p + q = 3 en we toch maar 22 elementen hebben en niet 23.
Elke matrix wordt namelijk 2 maal gebruikt, een keer als vector en een keer als bivector. Het pseudoscalair is min het scalair.

## Reële Clifford-algebra R0,2
Hier is p = 0 en q = 2 dus hebben we 2 anticommuterende Kmin-matrices als basisvectoren. Dit is onmogelijk met reële 2×2 matrices dus moeten we 4×4 matrices gebruiken, er zijn vele mogelijkheden.
Deze algebra is isomorf met de ring H van de quaternionen.
graad 0 (het scalair)
{\displaystyle {\begin{matrix}1=K_{00}\end{matrix}}}
graad 1 (de vectorenthe)
{\displaystyle \gamma _{1}=K_{12}\Rightarrow \gamma _{1}^{2}=-K_{00}=-1}
{\displaystyle \gamma _{2}=K_{20}\Rightarrow \gamma _{2}^{2}=-K_{00}=-1}
De Signatuur is (− −)
graad 2 (het pseudoscalair)
{\displaystyle \gamma _{1}\land \gamma _{2}=K_{12}K_{20}=K_{32}\Rightarrow (\gamma _{1}\land \gamma _{2})^{2}=K_{32}^{2}=-K_{00}=-1}
Het isomorfisme met de quaternionen gaat als volgt:
1 is scalair, i en j zijn vectoren en k = ij is het pseudoscalair.
Elk Cliffordgetal is een lineaire combinatie van de vier elementen 1, i, j and k
{\displaystyle {\begin{matrix}1=K_{00},&i=K_{12},&j=K_{20}&k=K_{32}\end{matrix}}}
Het gebruik van k als pseudoscalair ( i maal j ) is een beetje vreemd maar volstrekt correct.

## Reële Clifford-algebra R0,3
p = 0 and q = 3 dus hebben we 3 Kmin basisvectoren, dit is de meer gebruikelijke manier van werken met de quaternionen i, j en k zijn nu vectoren en ijk = -1 is het pseudoscalair.
Ook deze algebra is isomorf met de quaternionen.
graad 0 (het scalair)
{\displaystyle {\begin{matrix}1=K_{0}\end{matrix}}}
graad 1 (de vectoren)
{\displaystyle \gamma _{1}=K_{12}=i\Rightarrow \gamma _{1}^{2}=-K_{00}=-1}
{\displaystyle \gamma _{2}=K_{20}=j\Rightarrow \gamma _{2}^{2}=-K_{00}=-1}
{\displaystyle \gamma _{3}=K_{32}=k\Rightarrow \gamma _{3}^{2}=-K_{00}=-1}
De signatuur is ( - - - )
graad 2 (de bivectoren)
{\displaystyle \gamma _{1}\land \gamma _{2}=K_{12}K_{20}=K_{32}=\gamma _{3}}
{\displaystyle \gamma _{3}\land \gamma _{1}=K_{32}K_{12}=K_{20}=\gamma _{2}}
{\displaystyle \gamma _{2}\land \gamma _{3}=K_{20}K_{32}=K_{12}=\gamma _{1}}
graad 3 (het pseudoscalair)
{\displaystyle \gamma _{1}\land \gamma _{2}\land \gamma _{3}=K_{12}K_{20}K_{32}=-K_{00}=-1}
Een Cliffordgetal is hier opnieuw een lineaire combinatie van de 4 elementen 1 i j en k.
Het gebruik van -1 als pseudoscalair (ijk) is zoals we het gewoon zijn, maar het maakt dat deze algebra een nieuw voorbeeld is van een niet-universele Clifford algebra, omdat p + q = 3 en we slechts 22 verschillende elementen hebben die dubbel gebruikt worden.

## Reële Clifford-algebra R3,0
Deze is gelijk aan de befaamde Paulialgebra, als men K02 laat fungeren als i en K00 als 1. We hebben 3 Kplus als basisvectoren.
graad 0 (het scalair)
{\displaystyle {\begin{matrix}1=K_{0}\end{matrix}}}
graad 1 (de vectoren)
{\displaystyle \gamma _{1}=K_{10}=\sigma _{1}\Rightarrow \gamma _{1}^{2}=K_{00}=+1}
{\displaystyle \gamma _{2}=K_{22}=\sigma _{2}\Rightarrow \gamma _{2}^{2}=K_{00}=+1}
{\displaystyle \gamma _{3}=K_{30}=\sigma _{3}\Rightarrow \gamma _{3}^{2}=K_{00}=+1}
De signatuur is ( + + + )
graad 2 (bivectoren)
{\displaystyle \sigma _{1}\land \sigma _{2}=K_{10}K_{22}=K_{32}=K_{02}K_{30}=i\sigma _{3}}
{\displaystyle \sigma _{3}\land \sigma _{1}=K_{30}K_{10}=-K_{20}=K_{02}K_{22}=i\sigma _{2}}
{\displaystyle \sigma _{2}\land \sigma _{3}=K_{22}K_{30}=K_{12}=K_{02}K_{10}=i\sigma _{1}}
graad 3 (pseudoscalair)
{\displaystyle \sigma _{1}\land \sigma _{2}\land \sigma _{3}=K_{10}K_{22}K_{30}=K_{02}=i}